# 천궈방
천궈방(陳國邦, 진국방, 영문명은 Power Chan, Benny Chan, Jerry Chan, 1968년 2월 4일 ~ )은 중화인민공화국 홍콩 특별행정구의 남성 연극배우, 영화배우, 텔레비전 연기자이다.

## 생애
영국령 홍콩에서 출생하여 지난날 한때 중화인민공화국 광둥성 광저우에서 잠시 유아기를 보낸 적이 있는 그는 16세 때였던 1984년 홍콩에서 연극배우 첫 데뷔하였으며 1989년 영화 《장지웅심(壯志雄心)》의 조연으로 영화배우 데뷔하였고 같은 해부터 텔레비전 드라마에도 출연하기 시작하였다.
배우자는 홍콩 여가수 겸 영화배우 뤄민좡(羅敏莊)이며 그녀와의 사이에 슬하 1녀가 있다.

## 출연작

### TV 시리즈
- 운해옥궁연
- 자금성 - 강희제 역

### 영화
- 장지웅심
- 황비홍 6: 서역웅사 - 수다스러운 소 역
- 쇼킹 차이나
- 음식남녀 2
- 수저청춘구생
- 제 100일
- 의신
- 천망
- 발광석두
- 천살
- 종극강간 - 수성유혹
- 동물흉령
- 아적최애
- 유오성의 7인의 암살단
- 염정행동 2011
- 촉산 복마전
- 화이트 스톰 3